# Liste der Monarchen von Haiti
Dies ist eine Liste der regierenden und titularen Monarchen von Haiti und von Nord-Haiti.
| Zeitraum              | Monarch              | Porträt | Wappen | Anmerkungen |
| Erstes Kaiserreich    |                      |         |        | |
| 1804–1806             | Jacques I.           |         |        | Erster Generalgouverneur der unabhängigen Republik Haiti, im September 1804 zum Kaiser ausgerufen, 1806 ermordet                    |
| Königreich Nord-Haiti |                      |         |        | |
| 1811–1820             | Henri I.             |         |        | Brigadegeneral, ließ 1806 Jacques I. ermorden und teilte Haiti zwischen sich und seinem Rivalen Alexandre Sabès Pétion auf          |
| 8.–18. Oktober 1820   | Jacques-Victor Henri |         |        | seit 1811 Kronprinz, wurde 10 Tage nach dem Tod seines Vaters von Aufständischen ermordet, wahrscheinlich nie als König proklamiert |
| Zweites Kaiserreich   |                      |         |        | |
| 1849–1859             | Faustin I.           |         |        | 1847–1849 zunächst Präsident, 1859 abgesetzt                                                                                        |